# 贾汉吉尔
贾汉吉尔（烏爾都語：جہانگیر‬，轉寫：Jahangir，1569年8月30日—1627年10月28日），是统治印度次大陆的莫卧儿帝国的第四任皇帝。

## 生平
贾汉吉尔原名薩利姆（Salim），他在年紀很小时就成为皇位继承者，由于对等待皇位继承感到不耐烦，薩利姆在1599年便起兵反叛。虽然被镇压，他还是在继母和其他朝廷諸臣的支持下，於1605年继承皇位。登基後薩利姆改名贾汉吉尔（意為「世界征服者」），在他任内，帝国政局稳定、经济繁荣，文化愈发灿烂，並继承其父亲对国家行政的出色管理。贾汉吉尔还是一位从小就对艺术，科学和建筑十分着迷的君主。在他整个任期内，他都致力于推广波斯文化。莫卧儿绘画也他这一时期达到了顶峰。除了这些方面的业绩闻名于世外，贾汉吉尔的情史也颇为有名。他和莫卧儿交际女安娜卡莉的关系也经常在印度的电影和文学作品中出现。1627年，贾汉吉尔驾崩，其子即著名的泰姬陵建造者，沙贾汉即位。